# دمج (تعليم)

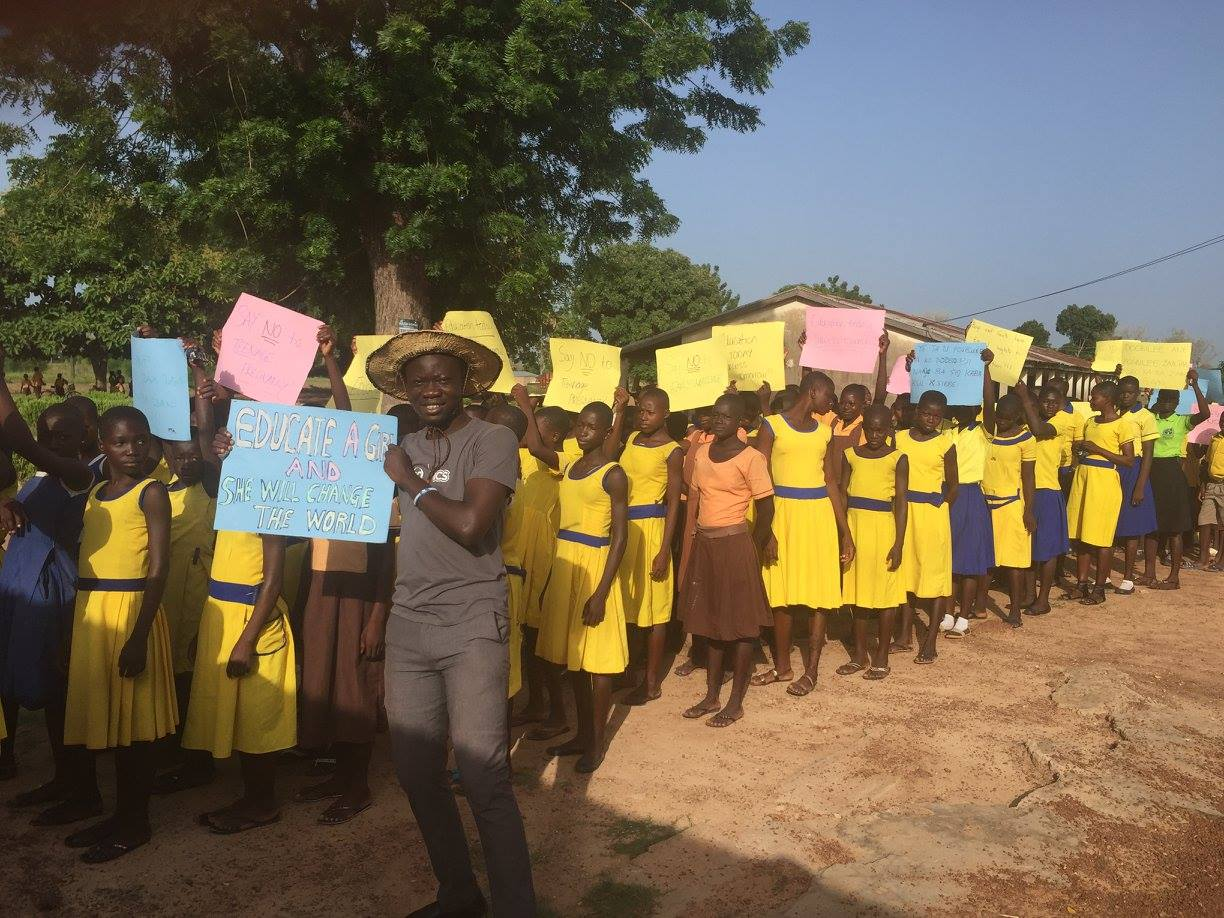

الدمج في سياق التعليم هو مصطلح يشير إلى الممارسة المتمثلة في تعليم الطلاب ذوي الاحتياجات الخاصة في الفصول العادية خلال فترات زمنية محددة استناداً إلى مهاراتهم. وهذا يعني دمج فصول التعليم العادية مع فصول التربية الخاصة. وتؤمن المدارس الممارسة لعملية الدمج بأن الطلاب ذوي الاحتياجات الخاصة الذين لا يستطيعون العمل إلى حد معين في فصل عادي «ينتمون» إلى البيئة التعليمية الخاصة.
ويعتبر الوصول إلى فصل التعليم الخاص،  والذي يعرف غالبا بـ«غرف الدراسة القائمة بذاتها أو غرفة الموارد»، أمرا قيماً للطلاب ذوي الإعاقة. ولدى الطلاب قدرة على العمل الثنائي مع معلمي التربية الخاصة، في مناقشة أي احتياج إلى المعالجة خلال اليوم الدراسي. وأوضح لعديد من الباحثين والمعلمين والآباء أهمية هذه الفصول الدراسية بين البيئات السياسية التي تؤيد لقضاء عليها.
يؤكد أنصار دمج التعليم وفلسفة دمج التعليم أن تعليم الأطفال المعوقين جنبا إلى جنب مع أقرانهم من غير المعوقين يعزز التفاهم والتسامح، كما يؤدي إلى إعدادٍ أفضل للطلبة باختلاف قدراتهم ليعملوا في العالم خارج نطاق المدرسة.
كما أن نظام الدمج في التعليم يعزز من التكامل في المجتمع ودعم الاختلاف وإرساء قواعد العدل والتعاطف في المجتمع فليس للاشخاص الذين يولدون لديهم بعض الإعاقات البسيطة والتي تؤدي إلى اختلاف قدراتهم فهم ( قادرون باختلاف ) بأن يتم حرمانهم من أي من حقوق الافراد الطبيعين من التعليم والصحة والاهتمام والرعاية والعمل وغيرها من الحقوق، فعلى المجتمع تقبل اختلافهم كل حسب قدراته ومهاراته.
ما الفئات التي يمكنها الدمج في التعليم؟
- الفئات التي يمكنها الدمج في التعليم هي
- أصحاب الإعاقة البصرية: تقبل كل درجاتها (الكفيف وضعيف البصر).
- الإعاقة السمعية: ألا يزيد مقياس السمع لدى الطفل عن 70 ديسيبل باستخدام أي سماعات الأذن الشخصية ، رزع قوقعة الأذن.
- الإعاقة الذهنة : ألا تقل درجة الذكاء عن 60 ولا تزيد عن 84 على اختبار ستانفورد بينيه.
- الطلاب بطيئو التعلم : أن يكون التحصيل الدراسي بطيء مع عدم القدرة على الاستيعابمع عمل اختبار ستانفورد بينيه أيضًا.
- إعاقات اضطراب طيف التوحدوفرط الحركة وتشتت الانتباه.( ADHD) أيضا يتم قبولهم في مدارس الدمج .
- كما يطبق نظام الدمج في المدارس الحكومية .
- والمدارس الخاصة.
- المدارس الرسمية للغات.